# Bjellands kommun
Bjellands kommun (norska: Bjelland kommune) var en kommun i Vest-Agder fylke i södra Norge. Kommunen omfattade den nordligaste delen av nuvarande Lindesnes kommun samt ett mindre område i den nordöstra delen av nuvarande Lyngdals kommun. Byn Bjelland utgjorde kommunens centralort.

## Administrativ historik
Bjellands kommun upprättades den 1 januari 1902 när den dåvarande kommunen Bjelland og Grindheim (Bjelland og Grindum) delades i två och de båda kommunerna Bjelland respektive Grindheim (Grindum) bildades. Kommunen hade 907 invånare vid upprättandet.
Den 1 januari 1964 upplöstes kommunen och delades. Huvuddelen (med 535 invånare) fördes, tillsammans med Laudals kommun och delar av kommunerna Finsland och Øyslebø, till den då nybildade Marnardals kommun (sedan den 1 januari 2020 en del av Lindesnes kommun) medan Ågedal och Midtbø (med 96 invånare) fördes, tillsammans med kommunerna Grindheim och Konsmo, till den då nybildade Audnedals kommun (sedan den 1 januari 2020 en del av Lyngdals kommun). Kommunen hade vid delningen totalt 631 invånare.